# Secondo welfare
Con il termine secondo welfare (noto in Europa anche come welfare community) si intende l'insieme di politiche sociali garantite da soggetti non-pubblici, come imprese, parti sociali e organizzazioni del Terzo Settore, che si affiancano al Welfare State di natura pubblica per garantire risposte a specifici rischi e bisogni sociali.
Negli ultimi anni per far fronte ai molteplici problemi in ambito sociale, in Italia si sono venuti a costituire vari interventi di welfare garantiti da soggetti privati, sia profit che non profit. In molti ambiti si è assistito a una vera e propria moltiplicazione delle nuove forme di sostegno che sono andate affiancandosi agli interventi "tradizionali" di welfare messi in campo dallo Stato. Questo è avvenuto specialmente verso nuovi bisogni cresciuti negli anni a seguito della crisi economica e finanziaria del 2007 e la successiva crisi del debito del 2010, che hanno determinato crescenti politiche di austerità messe in campo da diversi Governi e, più recentemente, della pandemia di Covid-19 e delle conseguenze socio-economiche della guerra in Ucraina.
La nascita e l'evoluzione del concetto di secondo welfare si deve in particolare al Laboratorio di ricerca e informazione Percorsi di secondo welfare, impresa sociale e LAB dell'Università degli Studi di Milano.

## Origini e definizione del termine
Per affrontare gli effetti della crisi economica del 2008, un numero crescente di attori privati, sia profit che appartenenti al Terzo Settore, si sono impegnati nello sviluppo di interventi di welfare che affiancassero le politiche sociali "tradizionali" messe in campo dagli attori pubblici. A causa dell'aumento dei bisogni sociali e della concomitante politica di austerity promossa da diversi governi, i Welfare State occidentali hanno infatti dimostrato sempre più difficoltà nell'affrontare le necessità dei propri cittadini. Da qui l'ingresso nella "arena del welfare" di sempre più realtà interessate a contribuire allo sviluppo di iniziative che potessero permettere di affrontare rischi e bisogni sociali sempre più numerosi e complessi. Quindi il ruolo iniziale del secondo welfare, destinato ad affiancarsi al primo, consiste principalmente nella mitigazione delle conseguenze devastanti della crisi.
Nella sua definizione classica il secondo welfare è inteso come “un mix di protezione e investimenti sociali a finanziamento non pubblico, forniti da una vasta gamma di attori economici e sociali collegati in reti caratterizzate con forte ancoramento territoriale, ma aperte al confronto e alle collaborazioni trans-locali, che va progressivamente affiancandosi al primo welfare di natura pubblica ed obbligatoria”.
Negli anni questa definizione si è evoluta, arricchendosi di declinazioni e approfondimenti utili a comprendere la complessità delle azioni di welfare messe in campo da attori privati che, in applicazione al principio di sussidiarietà, hanno cominciato ad affiancarsi all'ente pubblico.
In breve, l’ampia definizione di secondo welfare include un inquadramento generale dei cambiamenti in atto del welfare italiano — aziendale, contrattuale, comunitario, generativo, sussidiario, integrativo, solo per citarne alcuni — ed è e pensato per tenere insieme sotto un unico ombrello concettuale le diverse complessità dei cambiamenti trasversali a settori, funzioni e territori.
Nello specifico, oltre che per la nascita di alleanza inedite tra attori pubblici e privati, il secondo welfare si distingue per la tendenza a sviluppare intervenire connotati da vari gradi di innovazione sociale e per il tentativo di garantire l'empowerment dei beneficiari finali degli interventi, spesso attraverso il mero cofinanziamento delle prestazioni, ma anche tramite il coinvolgimento in processi di co-progettazione e/o co-gestione degli interventi.

## I protagonisti
Gli interventi di secondo welfare sono realizzati grazie a finanziamenti e/o risorse stanziati da enti privati che frequentemente collaborano sinergicamente in reti locali e non, garantendo interventi e investimenti sociali.
Tra gli attori del secondo welfare si possono annoverare diversi soggetti di pari importanza:
- enti del Terzo Settore, tra cui fondazioni, associazioni di volontariato, mutue ed enti religiosi;
- parti sociali, come sindacati, associazioni datoriali ed enti bilaterali;
- privati, ossia imprese, provider, aziende, assicurazioni e banche;
- governi e istituzioni locali, quindi Comuni, Province, Regioni, scuole, strutture sanitarie, e altri enti pubblici.

Queste risorse, sia economiche che organizzative ed umane, fanno sì che il secondo welfare vada a delinearsi prima a livello locale, per poi ampliarsi a livello nazionale e comunitario.

## Le iniziative del secondo welfare
Gli interventi di secondo welfare si caratterizzano per il tentativo di sviluppare forme di innovazione sociale, modelli di governance condivisi e caratterizzati dall'empowerment dei beneficiari.
A cavallo tra gli anni 10 e gli anni 20 del 2000, il secondo welfare ha subito una forte espansione nata dall’esigenza di fronteggiare la sempre più evidente crisi dello Stato Sociale nel fornire soluzioni ai problemi che colpiscono direttamente i cittadini e le cittadine. Tra le concause che hanno contribuito a tale situazione di crisi possiamo annoverare: mutamenti socio-demografici epocali, scarsi investimenti pubblici per affrontarli e, più recentemente, la crisi seguita alla pandemia di Covid-19 e alla guerra in Ucraina, che hanno accelerato e aggravato problemi già presenti.

## Rapporto con il primo welfare
Il secondo welfare è “secondo” dal momento che temporalmente si è sviluppato successivamente al primo welfare, che è diventato parte integrante del sistema statale già nel Novecento. Inoltre, a livello sia funzionale che finanziario esso integra il primo welfare, migliorando e perfezionando le aree di intervento cercando di rispondere al maggior numero di bisogni possibili, mobilitando un numero crescente di risorse che esulano dai finanziamenti pubblici
Primo welfare (il Welfare State pubblico) e secondo welfare non devono essere considerati come due elementi contrapposti. Al contrario si integrano vicendevolmente per affrontare al meglio i bisogni sociali dei cittadini. Dunque le risorse provenienti dal settore di secondo welfare non si pongono in sostituzione alla spesa pubblica, bensì vengono viste come risorse aggiuntive in risposta ai crescenti bisogni di un contesto sempre più complicato come quello socio-economico.

## Il Laboratorio Percorsi di secondo welfare
La nascita del concetto di secondo welfare si deve anzitutto alle riflessioni fatte dal prof. Maurizio Ferrera e Dario Di Vico sul Corriere della Sera nell'estate del 2010, che identificarono alcuni tratti caratteristici di quelle forme di intervento sociale realizzate da privati che vanno a integrare l'intervento pubblico. Successivamente, l'evoluzione e il consolidamento del concetto di deve alla nascita nel 2011 di Percorsi di secondo welfare, Laboratorio di ricerca e informazione nato in senso all'Università degli Studi di Milano grazie al sostegno di Fondazioni di origine bancaria, imprese e parti sociali interessate ad approfondire questo tema e le sue diverse declinazioni. Oggi Percorsi di secondo welfare, sotto la direzione della prof.sa Franca Maino, è un soggetto affermato nel panorama delle politiche sociali, riconosciuto per la sua capacità di integrare competenze accademiche e giornalistiche per raccontare i cambiamenti in atto nel welfare italiano.